# Metalinguaggio
Nella logica e nella teoria dei linguaggi formali per metalinguaggio si intende  un linguaggio formalmente definito che ha come scopo la definizione di altri linguaggi artificiali, definiti linguaggi obiettivo o linguaggi oggetto (nell'ambito di SGML e di XML si usa anche il termine applicazioni). Tale definizione tende ad essere formalmente rigorosa e completa, tanto da potersi utilizzare per la costruzione o la validazione di strumenti informatici di sostegno per i linguaggi obiettivo.

## Descrizione
In linguistica il termine riguarda un linguaggio al quale si possano far afferire discorsi volti a descrivere e/o definire, sui piani lessicale, grammaticale e/o semantico, una lingua; in questi discorsi si considera lecito fare ricorso anche a termini appartenenti alla stessa lingua analizzata.
Esempi di metalinguaggi formalmente definiti sono le notazioni di Backus-Naur per la definizione di linguaggi procedurali e i linguaggi standard SGML e XML usati per la definizione di tipi di documenti (in particolare, rispettivamente, HTML e XHTML) da gestire con strumenti informatici.
Sono esempi di uso di metalinguaggi per lingue naturali una grammatica italiana che descrive la lingua italiana, oppure il complesso delle definizioni dei termini costituente un dizionario. Al termine metalinguaggio sono associati vari altri termini indicanti strumenti e discipline che hanno lo scopo di analizzare, definire o illustrare entità linguistiche di varia portata.
Un esempio: si dice di una parola che ha funzione metalinguistica, quando la parola non è usata per esprimere il/un suo significato o la/una sua funzione, ma viene citata per quanto rappresenta linguisticamente; ad esempio nella frase: 
«[l'articolo] la si usa davanti a sostantivi femminili»
le lettere 'la' rappresentano l'articolo la quale appartenente alla sua classe grammaticale (perché stanno a rappresentare proprio l'articolo e non il pronome), ma non la sua funzione demarcativa, tipica dell'articolo; in questo caso la ha funzione metalinguistica ed è per così dire inserito all'interno del ricorso come se fosse citato. David Hilbert ha introdotto il termine metamatematica per indicare una disciplina che ha come scopo lo studio di caratteristiche generali della matematica.